# Cimetière de la Chapelle d'Abbeville
Le cimetière de la Chapelle est situé au nord-est de la ville d’Abbeville dans le quartier de Thuison.

## Historique
Le cimetière de la Chapelle est situé à l'emplacement d'une ancienne nécropole mérovingienne. La concession la plus ancienne du cimetière date de 1838. En 1860, après la fermeture du cimetière de la porte du Bois, le cimetière de la Chapelle est devenu le seul cimetière communal de la ville.

## Caractéristiques
La partie la plus ancienne du cimetière commence à partir de l'église Notre-Dame-de-la-Chapelle
Le cimetière s’étire en pente douce jusqu'au cimetière militaire britannique qui en constitue la partie extrême. Sur les hauteurs se trouve le cimetière militaire, même si l’ensemble du lieu est mité de carrés de soldats ou de victimes de la guerre.

### Monument aux morts 1870-1912
Le monument aux morts de 1870 à 1912 se compose d'une statue en fonte du mobile en arme reposant sur un piédestal, œuvre du sculpteur Ferain et de l'architecte A. Noël.

### Carrés militaires français
Dans le cimetière, deux carrés militaires français de la Première Guerre mondiale. Le plus important par le nombre de sépultures est situé à l'extrémité du cimetière, jouxtant le cimetière britannique.
Le second carré militaire français avec un nombre inférieur de sépultures est situé plus à l'ouest.

### Cimetière militaire britannique
Il est situé à l'extrémité nord du cimetière communal. le cimetière comporte 1 754 tombes de soldats du Commonwealth de la Première Guerre mondiale et 348 de la Seconde Guerre mondiale. L'aménagement du cimetière est l’œuvre de Reginald Blomfield.
Un carré britannique dans le cimetière communal d'Abbeville rassemble 774 sépultures du Commonwealth de la Première Guerre mondiale et 30 de la Seconde.
La plupart des soldats de la Première Guerre mondiale enterrés dans le cimetières sont morts dans les hôpitaux de la ville.

### Carré des victimes du bombardement du 20 mai 1940
Les tombes sont matérialisées par des croix métalliques. Parmi les dépouilles on compte un certain nombre de Belges.

### Tombes remarquables
- Le Gisant des amoureux, avec un groupe sculpté en bronze, du sculpteur Emmanuel Fontaine, représentant un couple se tenant par la main, les doigts entrelacés. La concession fut achetée en 1866 par Adolphe Masse, mais on n'a pas trace d'une inhumation et le tombeau ne comporte pas de nom ni d'épitaphe.
- Tombe de Louis-Alexandre Devérité (1743-1818), imprimeur, député à la Convention nationale puis Conseil des Anciens.
- Tombe de Jacques Boucher de Perthes (1788-1868), préhistorien
- Tombe de François César Louandre (1787-1862), historien, et de Charles Léopold Louandre (1812-1882), historien et journaliste
- Tombe de l'amiral Courbet (1827-1885)
- Tombe d'Ernest Prarond (1821-1909), écrivain et historien
- Tombe de Jean-François-Martial Dergny (1809-1880), prêtre et peintre
- Tombe de Joris Van Severen (1894-1940), homme politique belge

## Photos

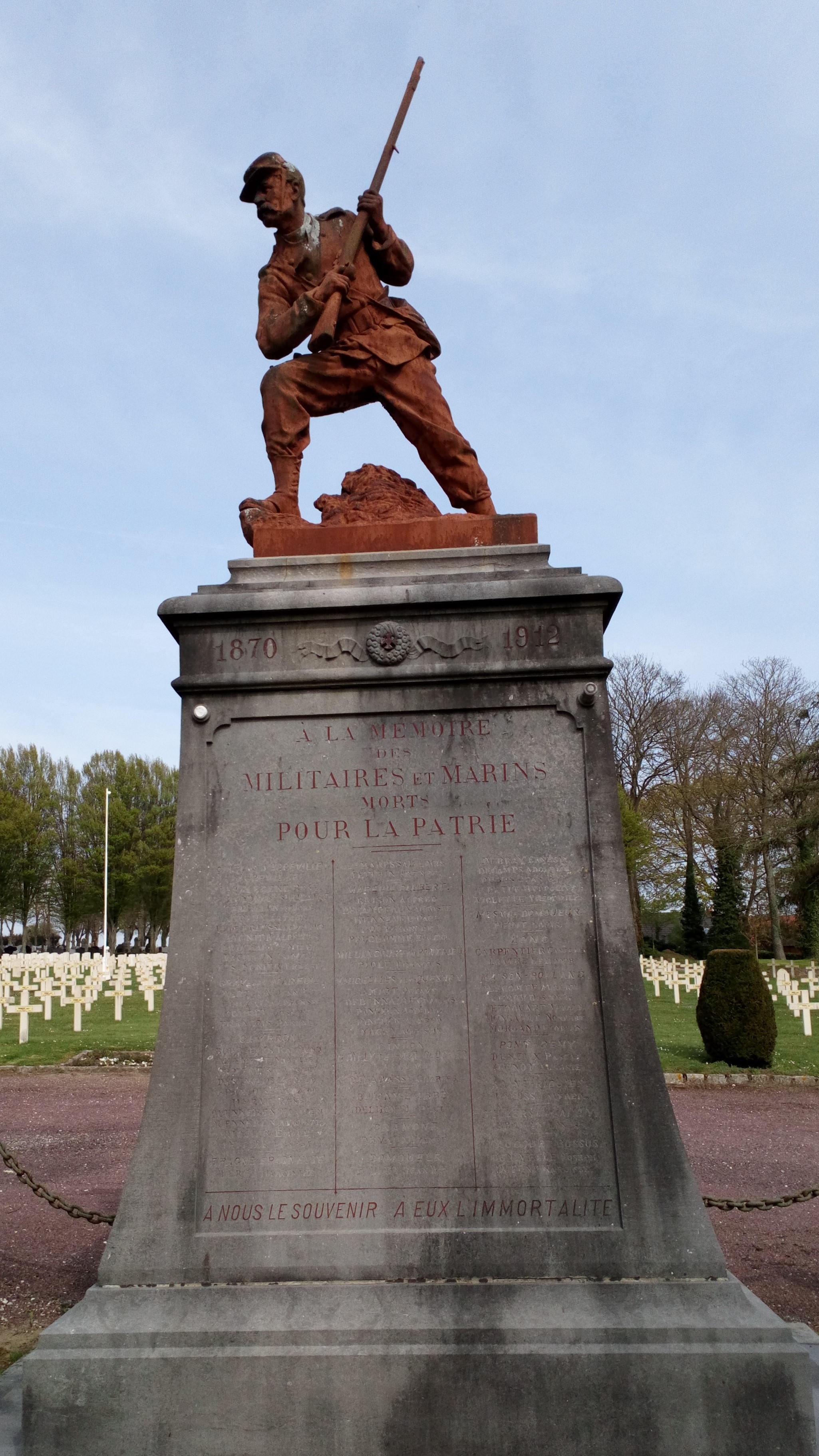
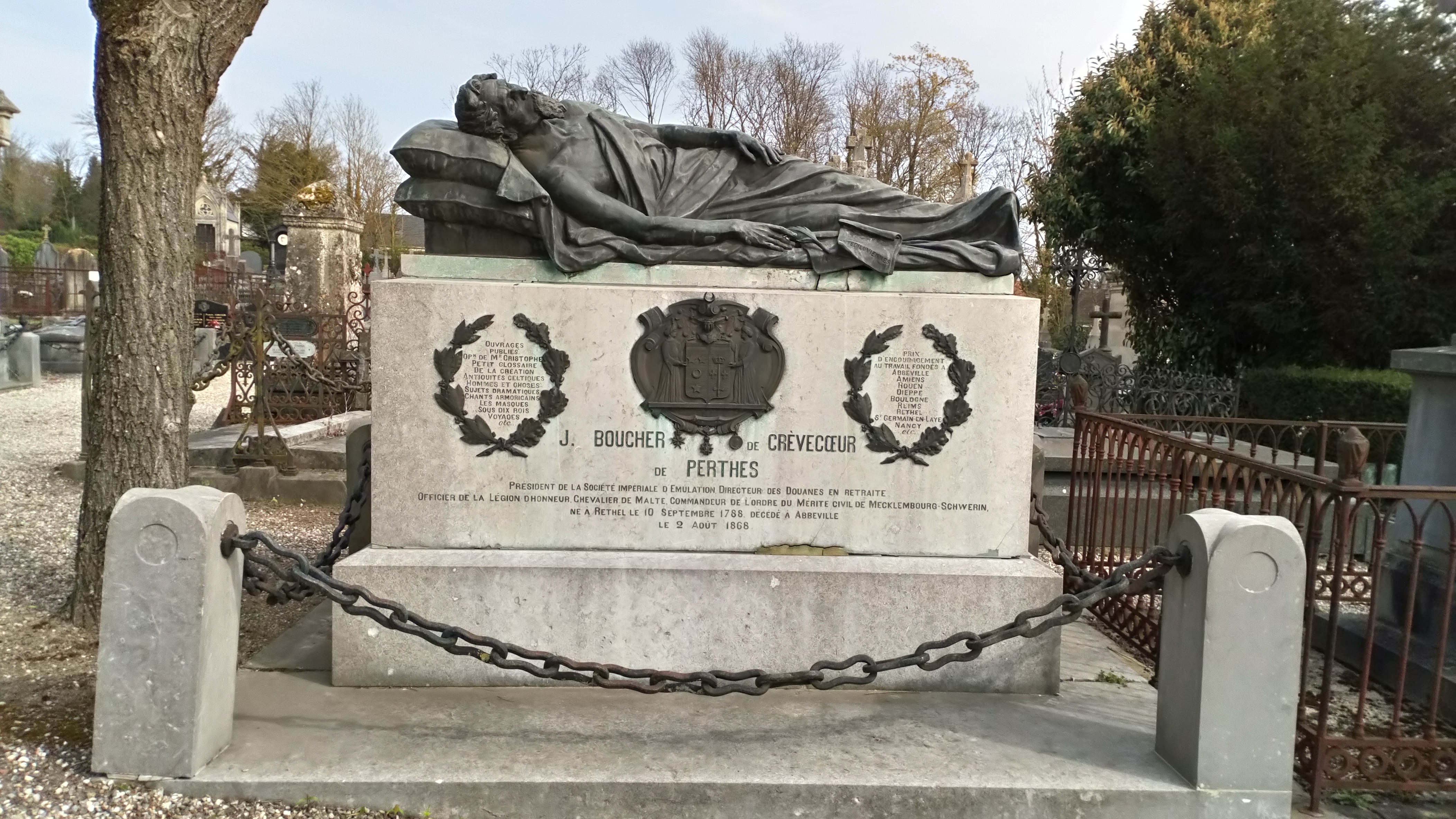
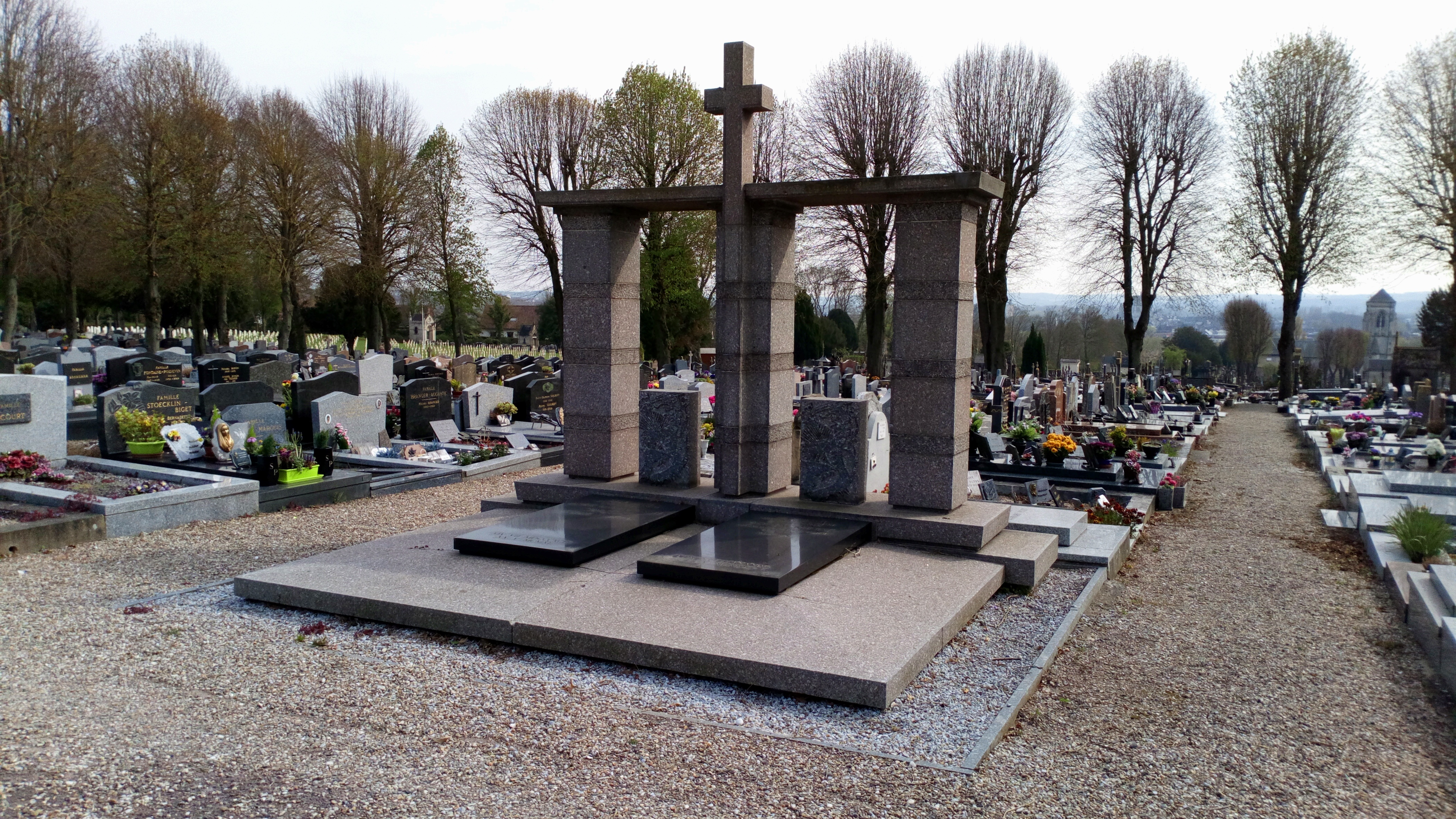
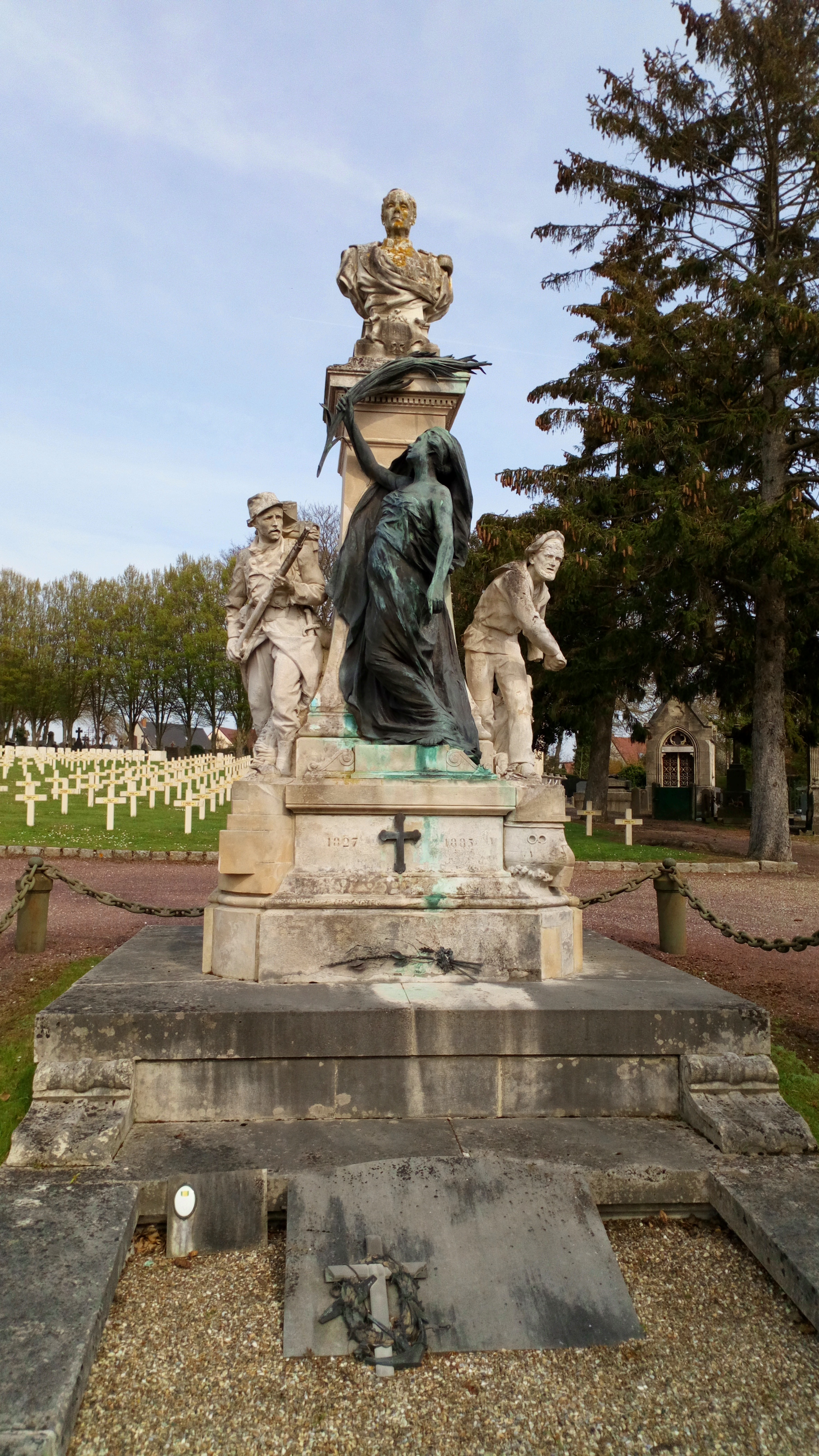

## Pour approfondir